# Thuận Hữu
Thuận Hữu (tên thật là Nguyễn Hữu Thuận, sinh ngày 12 tháng 9 năm 1958) là một nhà báo, nhà thơ, chính trị gia người Việt Nam. Ông từng là đại biểu quốc hội Việt Nam khóa XIV nhiệm kì 2016-2021 thuộc đoàn đại biểu thành phố Hải Phòng, nguyên là Tổng Biên tập báo Nhân dân. Ông từng là đại biểu quốc hội Việt Nam khóa XIII thuộc đoàn đại biểu tỉnh Bà Rịa – Vũng Tàu.

## Xuất thân
Ông sinh ra và lớn lên ở xã Xuân Liên, huyện Nghi Xuân, tỉnh Hà Tĩnh, người Kinh, không tôn giáo.

## Giáo dục
Ông có trình độ Cao cấp lý luận chính trị.
Ông có bằng Thạc sĩ Chính trị học, Đại học Tổng hợp Hà Nội. Ông tốt nghiệp Đại học Tổng hợp Hà Nội khóa K21.

## Sự nghiệp
Ngày 8 tháng 3 năm 1985, ông gia nhập Đảng Cộng sản Việt Nam.
Ngày 8 tháng 2 năm 2011, Phó Tổng biên tập Thuận Hữu được bổ nhiệm Tổng Biên tập Báo Nhân dân.
Tại cuộc bầu cử Quốc hội Việt Nam ngày 22 tháng 5 năm 2011, ông đã trúng cử đại biểu Quốc hội khóa XIII tỉnh Bà Rịa – Vũng Tàu.
Từ 2011 đến 2016, ông là đại biểu Quốc hội Việt Nam khóa 13 tỉnh Bà Rịa – Vũng Tàu, Ủy viên Ban Chấp hành Trung ương Đảng Cộng sản Việt Nam khóa 11, Nhà báo, Nhà báo, Bí thư Đảng uỷ, Tổng biên tập Báo nhân dân, Chủ tịch Hội nhà báo Việt Nam, Ủy viên Uỷ ban Đối ngoại của Quốc hội.
Từ 2016 đến 2021, ông là đại biểu Quốc hội Việt Nam khóa 14 thành phố Hải Phòng, Ủy viên Ban Chấp hành Trung ương Đảng Cộng sản Việt Nam khóa 12, Chủ tịch Hội nhà báo Việt Nam, Tổng biên tập Báo Nhân dân, Ủy viên Đoàn Chủ tịch Ủy ban Trung ương Mặt trận Tổ quốc Việt Nam, Ủy viên Ủy ban Đối ngoại của Quốc hội.
Tại Đại hội đại biểu toàn quốc Đảng Cộng sản Việt Nam lần thứ XI, ông được bầu là Ủy viên Ban Chấp hành Trung ương Đảng Cộng sản Việt Nam khóa XI.
Ngày 6/12/2017, Bộ Chính trị phân công ông kiêm giữ chức Phó Trưởng ban Ban Tuyên giáo Trung ương Đảng Cộng sản Việt Nam.

## Tác phẩm
- Biển gọi, Nhà xuất bản Đà Nẵng, 2000
- Bài Thơ, Một Phút Xao lòng